# Nanshan (Shenzhen)
Nanshan (南山) is een district van stadsprefectuur Shenzhen in de provincie Guangdong in Volksrepubliek China.

## Geografie
Nanshan grenst aan het zuiden met de baai van New Territories, het oosten met Futian en het noorden met Bao'an.
Nanshan is verdeeld in acht subdistricten:
- Nantou 南头
- Nanshan 南山
- Shahe 沙河
- Zhaoshang 招商
- Yuehai 粤海
- Taoyuan 桃源
- Xili 西丽
- Shekou 蛇口

## Bezienswaardigheden
- Window to the World
- Tianhoutempel van Chiwan
- Xin'angucheng
- The Seaworld

## Onderwijs
Nanshan heeft drie internationale scholen: Quality Schools International, Shekou International School en International School of Sino-Canada.
Verder heeft het elf openbare scholen, waaronder de Universiteit van Shenzhen dat aan het Shenzhen Wan ligt.

## Grensovergangen
Nanshan heeft twee grensovergangen, de Shenzhen Wan Port (深圳湾口岸) en de Shekou ferry port overgang (蛇口码头口岸). De Shenzhen Wan port is een stuk land in land in Nanshan wat onder de jurisdictie van Hongkong valt, en direct grenst aan de brug tussen Nanshan en Hongkong.  De shekou ferry port is bij de ferry overgang die verbinding heeft tot Hongkong centrum, Macao, Zhuhai en het Hongkong Vliegveld.